# A Pair of Hellions

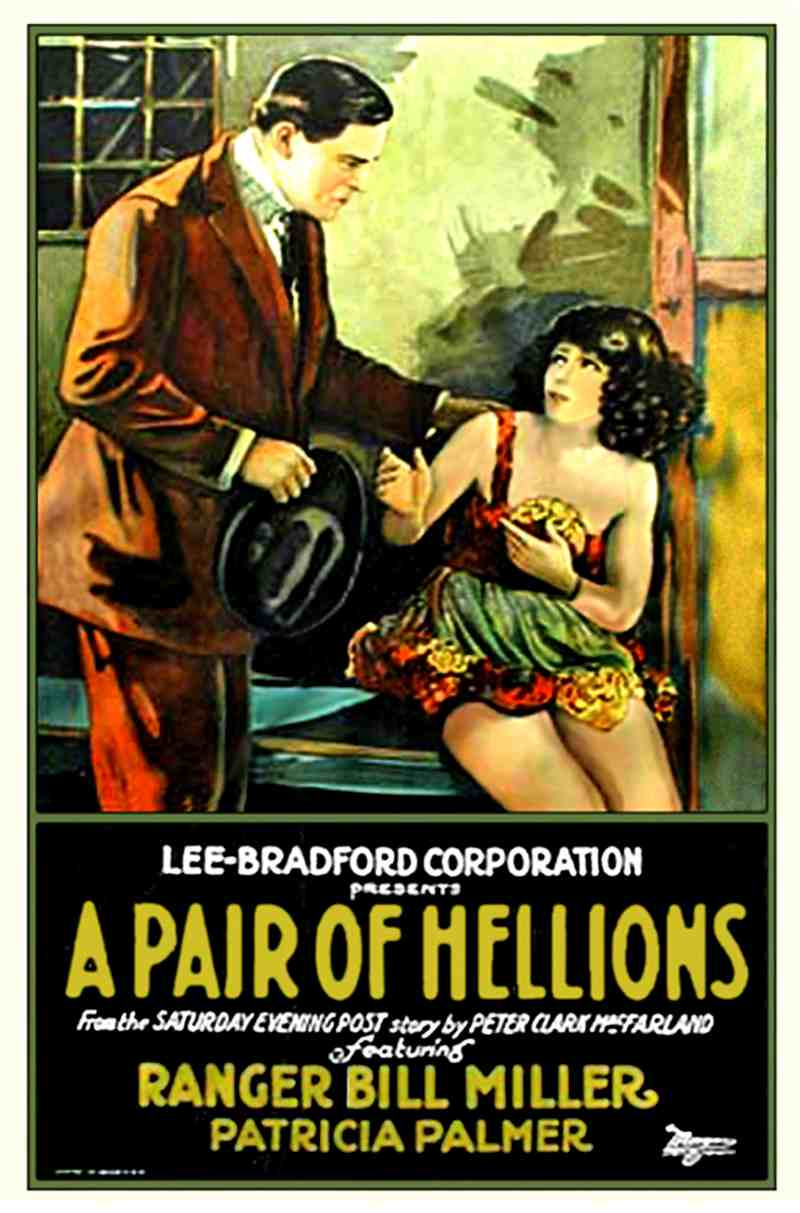
Affiche du film.

A Pair of Hellions est un western  américain réalisé par Walter Willis et sorti en 1924.

## Synopsis
Un ex-voleur s'enfuit à New York, où il devient honnête et épouse une danseuse. Lorsqu'il retourne dans l'Ouest avec sa femme, il est presque lynché pour ses crimes passés, mais il est gracié lorsqu'il promet d'être repenti.

## Fiche technique
- Réalisation : Walter Willis[2]
- Scénario : Peter Clark MacFarlane[3]
- Producteur : Max O. Miller
- Production : Max O. Miller Productions
- Genre : Drame, Western[4]
- Distributeur : Lee-Bradford Corporation
- Durée : 6 bobines
- Date de sortie : 1er mars 1924[5]

## Distribution
- Ranger Bill Miller (en) : Luther Jones

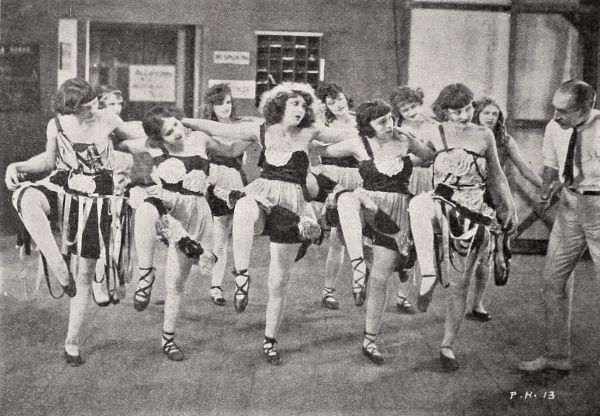
Photo extraite du film.

- Margaret Gibson : Mabel Turner (créditée Patricia Palmer)
- Hal Stephens
- Ashley Cooper
- Flora Mae Moore : femme irlandaise